# Holger Kleinbub
Holger Kleinbub (* 20. August 1971 in Frankfurt am Main) ist ein ehemaliger deutscher Volleyballspieler.
Von 1984 bis 1991 war Holger Kleinbub Volleyballspieler in Bad Soden, beim Volleyball-Internat Höchst und bei der TuS Kriftel. 1991 wechselte er an den Bodensee zum VfB Friedrichshafen, mit dem er in den Jahren 1998, 1999 und 2000 Deutscher Volleyball-Meister wurde. Im Jahr 2000 wurde er zum Volleyballer des Jahres gewählt.
Der 140-fache deutsche Nationalspieler ist heute Co-Trainer beim Volleyball-Internat Frankfurt.